# Герб Тернівського району
Герб Тернівського району затверджений 9 квітня 1999 р. рішенням Тернівської районної ради.

## Опис герба
Блакитний щит — стилізація щита-герба Богдана Хмельницького та інших гетьманів України. У полі щита розташовані козацька шабля та тернова гілка навхрест. Щит оточує стрічка блакитного кольору з білим написом Тернівський район.

## Значення символів
Тернова гілка з квітами золотого забарвлення символізує назву району, квітучість краю. Козацька шабля металевого забарвлення вказує на славетне минуле краю, причетність до козацького роду. Шабля шпичаком униз — миролюбність, стриманість, толерантність мешканців району.

## Символіка кольорів
Блакитний — вірність, чесність, бездоганність.
Срібло (білий) — чистота помислів і діянь.
Золото (жовтий) — багатство, сила, вірність.